# Eugene N. Parker

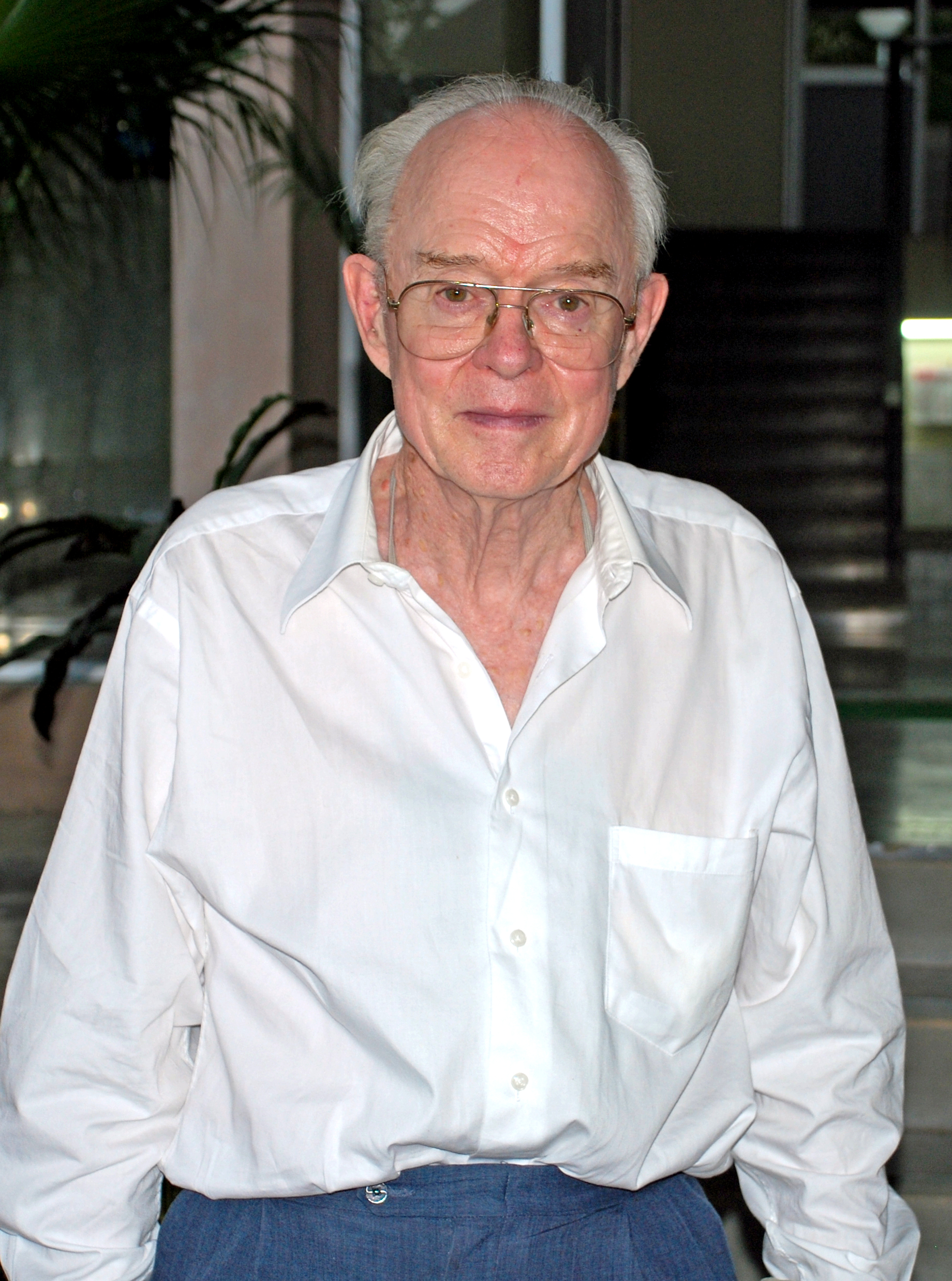
Eugene N. Parker (2007)

Eugene Newman Parker (* 10. Juni 1927 in Houghton, Michigan; † 15. März 2022 in Chicago, Illinois) war ein US-amerikanischer Astrophysiker.

## Biografie
Parker studierte an der Michigan State University (Bachelor-Abschluss 1948) und wurde 1951 am Caltech promoviert. Danach war er Instructor an der University of Utah und ab 1953 Forschungsassistent von Walter Elsasser in Utah. 1955 wurde er Forschungsassistent von John Alexander Simpson an der University of Chicago. 1957 wurde er dort Assistant Professor und 1962 Professor in der Physik-Fakultät und am Enrico Fermi Institute. 1967 wechselte er an die Fakultät für Astronomie und Astrophysik. 1995 ging er in den Ruhestand.
1967 wurde er Mitglied der National Academy of Sciences; 1970 wurde er in die American Academy of Arts and Sciences gewählt.
Seine Forschungen betreffen vor allem den Sonnenwind (Parker führte diesen Begriff ein), die Magnetfelder von Erde und Sonne und deren komplexe Wechselwirkungen. 1956 war er einer der Entwickler der Rekonnexions-Theorie, 1959 führte er die englische Bezeichnung solar wind ein und schlug eine  magnetohydrodynamische Theorie zur Beschreibung des Sonnenwindes vor.
Die Parkerspirale als Form der heliosphärischen Stromschicht und die Raumsonde Parker Solar Probe sind nach ihm benannt.
Er starb am 15. März 2022 im Alter von 94 Jahren.

## Veröffentlichungen (Auswahl)
- Dynamics of the Interplanetary Gas and Magnetic Fields. in: Ap. J. 128, 664–76 (1958).
- The Hydrodynamic Theory of Solar Corpuscular Radiation and Stellar Winds. In: Ap. J. 132, 821–66 (1960).
- Interplanetary dynamical Processes. Interscience 1963.
- Cosmical Magnetic Fields: Their Origin and Their Activity. Clarendon Press, Oxford, 1979.
- Spontaneous current sheets in magnetic fields: with applications to stellar x-rays. Oxford University Press 1994.
- Conversations on electric and magnetic fields in the cosmos. Princeton University Press 2007.

## Ehrungen
- 1964: Space Science Award des American Institute of Aeronautics and Astronautics
- 1969: Henry Norris Russell Lectureship
- 1978: George Ellery Hale Prize der American Astronomical Society
- 1989: National Medal of Science
- 1990: Karl-Schwarzschild-Medaille der Astronomischen Gesellschaft
- 1990: William Bowie Medal
- 1992: Goldmedaille der Royal Astronomical Society
- 1997: Bruce Medal der Astronomical Society of the Pacific
- 2003: Kyoto-Preis
- 2003: James-Clerk-Maxwell-Preis für Plasmaphysik für wesentliche Beiträge zur Astrophysik von Plasmen einschließlich der Vorhersage des Sonnenwindes, der Erklärung des solaren Dynamos, die Formulierung der Theorie magnetischer Rekonnexion und der Instabilität, die das Entkommen magnetischer Felder aus der Galaxie vorhersagt.[4]
- 2004: Der Asteroid (11756) Geneparker wurde nach ihm benannt
- 2012: Hannes-Alfvén-Preis
- 2017: Die Parker Solar Probe wurde nach ihm benannt
- 2020: Crafoord-Preis in Astronomie[5]